# Сервий Корнелий Меренда
Се́рвий Корне́лий Мере́нда (лат. Servius Cornelius Merenda; умер после 274 года до н. э.) — римский военный и государственный деятель из патрицианского рода Корнелиев, консул 274 года до н. э.

## Происхождение
Сервий Корнелий принадлежал к старинному и весьма разветвлённому патрицианскому роду, а его отец и дед носили преномены Публий и Сервий соответственно. Когномен «Меренда» (от лат. merenda — «пополуденная трапеза») в V веке до н. э. носили представители знатного плебейского рода Антониев: в сохранившихся источниках фигурируют, в частности, имена децемвира с консульской властью в 450—449 годах до н. э. и его сына, консулярного трибуна 422 года.

## Биография
В 275 году до н. э. Сервий Корнелий служил легатом у действующего консула Луция Корнелия Лентула и был награждён последним за взятие города самнитов золотым венком весом в пять фунтов. В следующем году (274 до н. э.), уже в качестве консула, Сервий Корнелий со своим коллегой Манием Курием Дентатом продолжил боевые действия в Самнии и Лукании.